# Stella Matutina (société secrète)
 (mars 2025).
Si vous disposez d'ouvrages ou d'articles de référence ou si vous connaissez des sites web de qualité traitant du thème abordé ici, merci de compléter l'article en donnant les références utiles à sa vérifiabilité et en les liant à la section « Notes et références ».
Pour les articles homonymes, voir Stella Matutina.
La Stella Matutina (« Étoile du matin », en référence à  l'appellation latine de la planète Vénus), est une société secrète anglaise fondée en 1905 par William Butler Yeats. La Stella Matutina est issue de l'Ordre de la Golden Dawn (Ordre hermétique de l'Aube dorée), une autre société secrète très influente dans le monde de l'occultisme et de la magie cérémonielle. La Stella Matutina a été créée par des membres dissidents de la Golden Dawn, dont Robert Felkin, après un conflit interne.
Le terme est parfois rattaché à la Vierge Marie, avatar (selon certains courant hétérodoxes) de la Déesse aux mille visage sous les aspects de Aset, Hecate ou Isis (et tant d'autres noms associés à la divine mère, vénérée par l'humanité depuis la nuit des temps).
La Stella Matutina, peu active à partir de la Seconde Guerre mondiale, est demeurée active de façon discrète jusque dans les années 1970.